# Saint-Jean-de-la-Haize
Saint-Jean-de-la-Haize település Franciaországban, Manche megyében. Lakosainak száma 538 fő (2022. január 1.). Saint-Jean-de-la-Haize Subligny, Avranches, Chavoy, Lolif, Le Luot, Marcey-les-Grèves és Ponts községekkel határos.

## Népesség
A település népessége az elmúlt években az alábbi módon változott:
| Lakosok száma | 479  | 459  | 437  | 476  | 495  | 499  | 521  | 531  | 544  | 538  |
|               | 1968 | 1982 | 1990 | 2006 | 2013 | 2015 | 2017 | 2019 | 2020 | 2022 |